# Parque nacional Kings Plains
El Parque Nacional Kings Plains es un parque nacional en Nueva Gales del Sur (Australia), ubicado a 48 km de Inverell, a 50 km de Glen Innes y 478 km al norte de Sídney. Coordenadas: 29°34′48″S 151°21′56″E / -29.58000, 151.36556

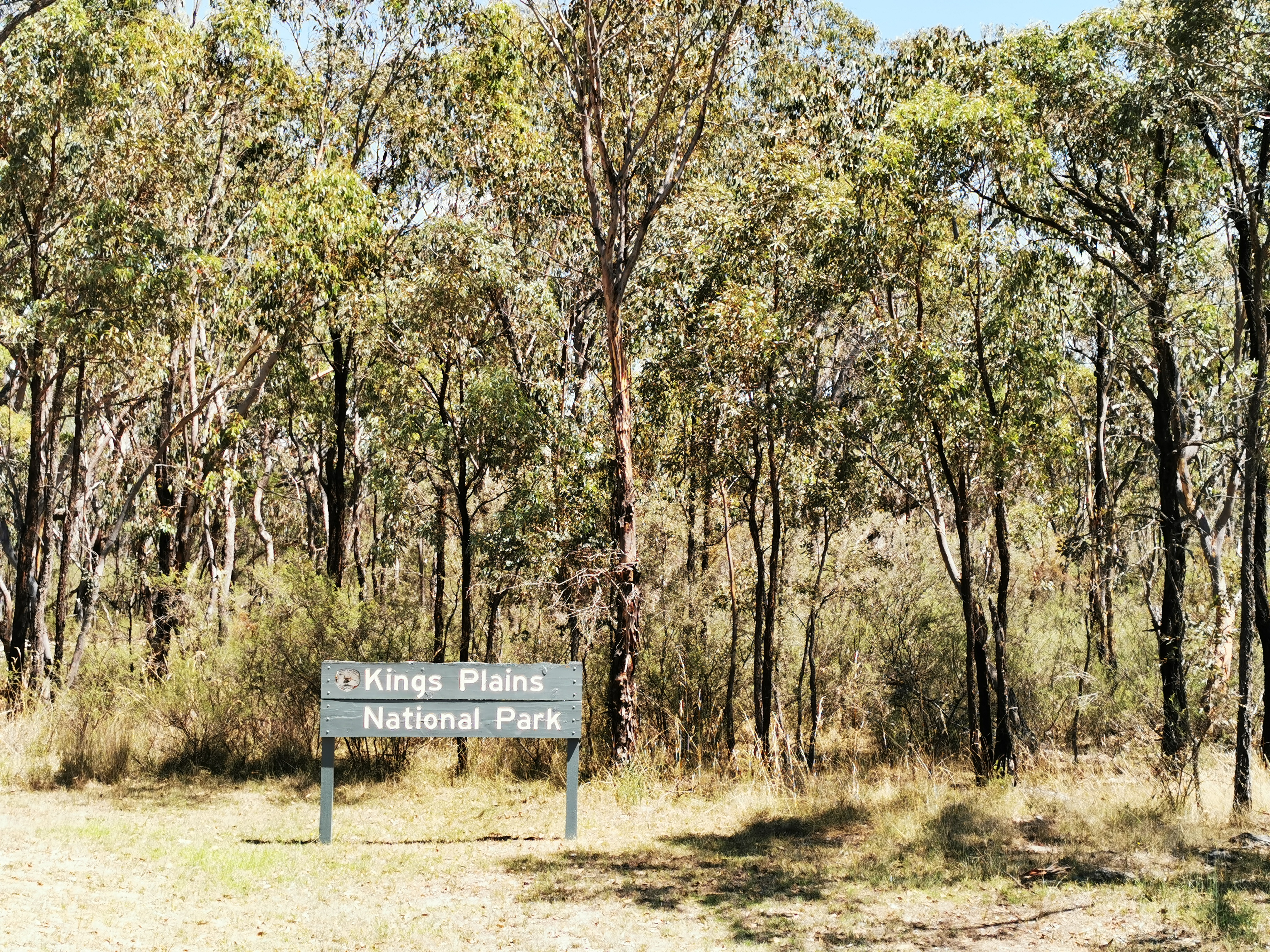
Kings Park NP

Kings Plains fue fundado el 22 de enero de 1988 y está administrado por el Servicio Para la Vida Salvaje y los Parques Nacionales de Nueva Gales del Sur. El objetivo era preservar y proteger la variedad de animales salvajes, plantas y el arroyo Kings Plains. Tiene un área de 57 km².
En el recorrido del río hay piscinas y diferentes arroyos y cascadas que conducen a un desfiladero. La tierra en sí se compone principalmente de suelos arenosos con arbustos. Alrededor del arroyo el suelo es más fértil. Parte de la vegetación en el bosque de Kings Plains incluye varios tipos de eucaliptos y pino ciprés. Durante la primavera, las flores silvestres del parque son las más coloridas.
Entre la gran variedad de vida silvestre se encuentran el canguro gris, el ualabí y el koalas, que viven en el parque cerca del agua y suelos fértiles. Se pueden ver ornitorrincos a lo largo del arroyo, y parte de su hábitat se considera frágil. En la zona, se han registrado 82 especies de aves, incluyendo rosellas orientales y carmesí, loros rey, cacatúas negras de cola amarilla, strepera y muchas especies de mieleros. También están las cacatúas negras brillantes en peligro de extinción, los loros turquesas y los mieleros regentes. En el parque y sus alrededores se puede encontrar el threskiornis spinicollis, el águila audaz y el halcón peregrino.